# Victor Schœlcher (Schiff, 1939)
Die Victor Schœlcher war ein Ende der 1930er Jahre in Dienst genommenes Kühlschiff der französischen Reederei Société Générale de Transport Maritimes. Das Frachtschiff, benannt nach dem französischen Politiker und Philanthropen Victor Schœlcher, wurde am 26. Februar 1937 auf der Werft Forges et Chantiers de la Méditerranée in La Seyne-sur-Mer auf Kiel gelegt und lief am 25. Februar 1938 von Stapel. Die Indienststellung erfolgte am 10. März 1939. Im Oktober 1939, kurz nach Ausbruch des Zweiten Weltkrieges, wurde das Schiff von der französischen Marine requiriert und als Hilfskreuzer (französisch croiseur auxiliaire) unter dem Namen beziehungsweise mit der Kennung Victor Schœlcher (X7) eingesetzt. Im Sommer 1940 wurde das Schiff in die Marine des neu entstandenen Vichy-Regimes übernommen. Ende 1941 erfolgte die Umbenennung des Dampfers in Bougainville. Der Hilfskreuzer wurde im Mai 1942, während der Kämpfe um Madagaskar, von britischen Trägerflugzeugen versenkt. 

## Technische Aspekte
Die Victor Schœlcher besaß eine maximale Länge von 114,32 Metern, wobei der Rumpf in sieben wasserdichte Abteilungen unterteilt war, und eine Breite von 15,77 Metern. Der durchschnittliche Tiefgang lag bei 5,90 Meter, konnte aber bei voller Beladung auf 7,80 Meter anwachsen. Das aus Stahl gebaute Kühlschiff war mit 4504 BRT vermessen, die Wasserverdrängung lag bei rund 5500 Tonnen. Insgesamt befanden sich 14 kühlbare Räume für den Transport von leicht verderblichem Obst an Bord. Darüber hinaus konnte auch eine kleine Anzahl von Passagieren (elf) in vier Doppelbett- und drei Einzelbett-Kabinen aufgenommen werden. Angetrieben wurde das Schiff von zwei von der Firma Société Générale de Constructions Mécaniques (SGCM) gebauten MAN-8-Zylinder-2-Takt-Dieselmaschinen, diese wirkten auf zwei Wellen beziehungsweise zwei Schrauben und konnten, bei einer maximalen Leistung von 5720 PS (jeweils 2860 PS pro Dieselmaschine) sowie bei 170 Umdrehungen pro Minute, dem Schiff eine Höchstfahrt von rund 17 kn (etwa 31 km/h) ermöglichen. Im Einsatz als Kühlschiff wurde aus Gründen der Sparsamkeit zumeist mit einer Höchstgeschwindigkeit von 15 Knoten gefahren. 
Im Kontext der Umrüstung zu einem Hilfskreuzer wurde das Schiff im Oktober 1939 mit insgesamt sieben älteren 13,86-cm-Geschützen des Modells 1910, zwei 7,5-cm-Flak des Modells 1922 und vier schweren 13,2-mm-Fla-MGs bewaffnet. Diese Bewaffnung wurde in den nachfolgenden Jahren indessen verändert und es hat den Anschein, als wenn im Mai 1942, zum Zeitpunkt des Verlustes des Schiffes, nur noch drei 13,86-cm-Geschütze sich an Bord befunden haben.

## Dienstzeit
Die Victor Schœlcher kam nach der Indienstnahme zunächst auf der Route zwischen dem französischen Mutterland und den Häfen in Französisch-Westafrika als Bananendampfer zum Einsatz. Nach Ausbruch des Zweiten Weltkrieges übernahm die französischen Marine das Schiff im Oktober 1939 und ließ es in Le Havre zu einem Hilfskreuzer umrüsten. In den folgenden Monaten, bis ins Frühjahr 1940 hinein, übernahm das Schiff, als Teil der 4. Hilfskreuzerdivision (4ème division croiseur auxiliaire, DCX), Patrouillendienste in der Biskaya und zwischen den Azoren und Irland. 
Dabei gelang dem Hilfskreuzer am 14. Januar 1940, etwa 80 Seemeilen westlich von Vigo, die Aufbringung des deutschen Frachters Albert Janus (1598 BRT). Das deutsche Schiff wurde bei der Annäherung des französischen Hilfskreuzers von der eigenen Besatzung selbstversenkt. 
Ende Mai wurde die Victor Schœlcher in die Evakuierungsbemühungen der Alliierten im Kontext der Operation Dynamo einbezogen und evakuierte am 1. Juni 1940 rund 4800 britische und französische Soldaten aus dem von der Wehrmacht eingeschlossenen Dünkirchen. Außerdem transportierte der Hilfskreuzer, nachdem sich die militärische Lage der Alliierten an der Westfront 1940 weiter verschlechterte, am 18. Juni 1940 aus Lorient einen Teil der belgischen und französischen Goldreserven ab und erreichte mit diesen an Bord am 23. Juni 1940 Casablanca. Nach der Niederlage Frankreichs Ende Juni 1940 verblieb der Hilfskreuzer zunächst in Casablanca und wurde dort im Juli 1940 in die neu geschaffenen vichy-französischen Seestreitkräfte übernommen. In den Folgemonaten kam das Schiff nicht mehr zum Einsatz und wurde im Oktober 1940 vorerst in den Reservestatus versetzt, wobei in den nachfolgenden Wochen der überwiegende Teil der Bewaffnung ausgebaut und an die Küstenverteidigung abgegeben wurde.  
Im April 1941 wurde der Dampfer wieder in den aktiven Dienst übernommen, kam aber nur als weitgehend unbewaffnetes Frachtschiff zum Einsatz und pendelte zwischen Französisch-Westafrika und den südfranzösischen Häfen. Vermutlich im Dezember 1941 (oder bereits am 30. November 1941?) erhielt das Schiff den neuen Namen Bougainville, wurde wieder als Hilfskreuzer klassifiziert und ein Teil der zuvor ausgebauten Bewaffnung wurde wieder an Bord installiert. Allerdings war die Bewaffnung schwächer als zu Kriegsbeginn 1939, sehr wahrscheinlich befanden sich Ende 1941 nur drei 13,86-cm-Geschütze sowie vier bis sechs leichte Flugabwehrgeschütze beziehungsweise Fla-MGs an Bord. Im Dezember 1941 wurde der Hilfskreuzer nach Madagaskar beziehungsweise nach Diego Suarez verlegt, um die Verteidigung von Madagaskar zu verstärken.

## Untergang
Im Kontext der Operation Ironclad wurden die in Diego Suarez liegenden vichy-französischen Flotteneinheiten am 5. und 6. Mai 1942 Ziel von Luftangriffen von Trägerflugzeugen der britischen Flugzeugträger Illustrious und Indomitable. Dabei erzielten ältere Doppeldecker-Torpedoflugzeuge der Illustrious am Morgen des 5. Mai 1942 zwei Lufttorpedotreffer auf der Bougainville, die den Frachter rasch sinken ließen. Da sich der überwiegende Teil der Besatzung auf Landgang befand, beschränkten sich die personellen Verluste auf zwei Todesopfer. Die Reste des Schiffes waren noch in den 1960er Jahren vor Ort zu sehen. Der Kommandant des Hilfskreuzers, Capitaine de Frégate Marcel Fontaine, überlebte den Untergang seines Schiffes zunächst. Er wurde jedoch am darauffolgenden Tag an Land in einem Feuergefecht mit alliierten Soldaten getötet. Er wurde später posthum zum Capitaine de Vaisseau ernannt.

## Traditionspflege
Zwischen 1962 und 1988 führte ein zweites Schiff der französischen Marine den Namen Victor Schœlcher. Es handelte sich um eine Fregatte beziehungsweise einen Geleitzerstörer (französisch l'aviso-escorteur) der Commandant Rivière-Klasse. Das Schiff wurde Ende der 1980er Jahre an Uruguay verkauft und blieb dort unter dem Namen General Artigas noch bis 2005 in Dienst.